# Acatic
Acatic est une ville et une municipalité de l'État de Jalisco au Mexique.
La municipalité a 21 530 habitants en 2015.

## Toponymie
Le nom d'Acatic vient du nahuatl aka-ti-k qui se traduit par « entre les cannes ». Le nom passe à la localité de Santa María de Acatic. Celle-ci fusionne avec San Juan del Carrizal sous le nom de San Juan de Acatic puis sous le nom générique d'Acatic.
Les habitants s'appellent en espagnol : Acatiquenses.
El Refugio, la plus importante localité de la municipalité en dehors du chef-lieu, est connue anciennement sous le nom de Paredones et prend en 1970 le nom de Villa Gustavo Díaz Ordaz (du nom du président Gustavo Díaz Ordaz). Toutefois le nom d'El Refugio reste très utilisé.

## Géographie
Acatic est située à 1 685 m d'altitude dans la région Altos Sur de l'État de Jalisco, environ 65 km à l'est de Guadalajara.
| Cuquío              |        |                       |
| Ixtlahuacán del Río | Acatic | Tepatitlán de Morelos |
| Zapotlanejo         |        |                       |

Les terres agricoles forment l'essentiel du territoire de la municipalité. Les principales activités sont l'agriculture — cultures de maïs, haricots, sorgo, avocat, mangue, mandarine, etc. — et l'élevage, la préparation de produits alimentaires traditionnels et la fabrication industrielle de tuiles et de briques.
La flore comprend à la fois le chêne et des forêts épineuses de huizaches et de cactus. La faune comprend le lapin et des opossums.
La température moyenne annuelle est de 18,5 °C. Les vents dominants viennent du sud. Les précipitations annuelles moyennes font 835,8 mm. Il pleut principalement de juillet à septembre. Il y a 5 jours de gel par an en moyenne.

## Histoire

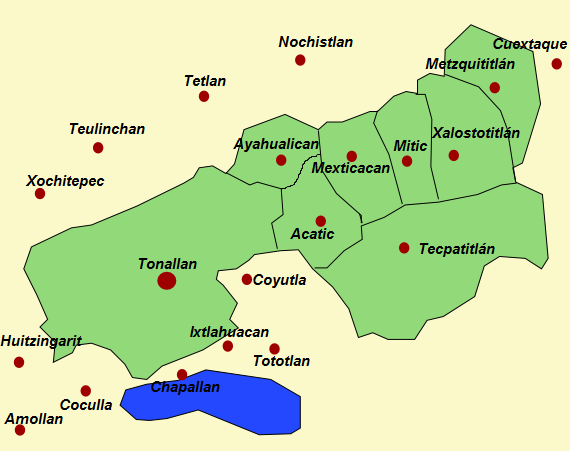
Principaux caciquats tecuexes.
Lac de Chapala.

Les premiers habitants connus de la municipalité sont des Chichimèques Tecuexes (es). Ils établissent à Acatic un caciquat contemporain de ceux de Mitic, Xalostotitlán, Yahualica, Mexticacán, Tlacana et Ixtlahuacán.
Nuño Beltrán de Guzmán envoie Pedro Almíndez Chirinos prendre possession de la région en 1531. Celui-ci est bien reçu et ne rencontre pas de résistance. Les habitants d'Acatic se joignent cependant au début du soulèvement de 1538 qui se terminera tragiquement en 1541 avec la rébellion Mixtón (es).
Au début du XIXe siècle, la ville soutient la cause de Miguel Hidalgo. Les insurgés subissent une défaite à La Barca en 1811. Acatic acquiert le statut de municipalité de second ordre, sans doute en 1820 à la fin de la guerre d'indépendance du Mexique. Pendant les années 1860, les combats entre conservateurs (es) et libéraux n'épargnent pas la région ; les Français attaquent Acatic en 1863 et les chinacos (es) en 1864.
Au XXe siècle, les habitants d'Acatic sont nombreux à lutter aux côtés des Cristeros, souvent au prix de leur vie.

## Démographie
Au recensement de 2005, Acatic compte 18 551 habitants.
En 2010, la municipalité compte 21 206 habitants pour une superficie de 362,39 km2 et 85 localités habitées. 56 % de la population est urbaine. Les principales localités sont le chef-lieu Acatic qui compte alors 11 890 habitants, suivi par Villa Gustavo Díaz Ordaz (El Refugio) avec 2 425 habitants et Tierras Coloradas avec 1 546 habitants.
Au recensement de 2015, la population de la municipalité passe à 21 530 habitants.

## Points d'intérêt

Région Alto Sur.
Région Alto Norte.

On peut citer
- la position d'Acatic comme porte d'entrée des régions Altos du Jalisco ;
- le canyon du río Verde, le barrage de Lagunillas et la forêt de Los Alacates ;
- les œuvres anciennes conservées depuis l'époque coloniale dans les églises de la municipalité (abritées pour la plupart dans des bâtiments de construction récente, l'église María Santísima de la Candelaria date par exemple de 1904, le monument au Christ-Roi de 1924 et l'église San Juan Bautista de 1980) ;
- la coutume de fêter la chandeleur en échangeant des cadeaux.